# Pseudomeritastis
Pseudomeritastis är ett släkte av fjärilar. Pseudomeritastis ingår i familjen vecklare.
Kladogram enligt Catalogue of Life:
| Pseudomeritastis | \| \| Pseudomeritastis clarkei \| \| \| \| \| \| Pseudomeritastis cordigera \| \| \| \| \| \| Pseudomeritastis decora \| \| \| \| \| \| Pseudomeritastis distincta \| \| \| \| \| \| Pseudomeritastis heliadelpha \| \| \| \| \| \| Pseudomeritastis orphnoxantha \| \| \| \| \| \| Pseudomeritastis voluta \| \| \| \| |
|                  | \| \| Pseudomeritastis clarkei \| \| \| \| \| \| Pseudomeritastis cordigera \| \| \| \| \| \| Pseudomeritastis decora \| \| \| \| \| \| Pseudomeritastis distincta \| \| \| \| \| \| Pseudomeritastis heliadelpha \| \| \| \| \| \| Pseudomeritastis orphnoxantha \| \| \| \| \| \| Pseudomeritastis voluta \| \| \| \| |
|                  | Pseudomeritastis clarkei |
|                  | |
|                  | Pseudomeritastis cordigera |
|                  | |
|                  | Pseudomeritastis decora |
|                  | |
|                  | Pseudomeritastis distincta |
|                  | |
|                  | Pseudomeritastis heliadelpha |
|                  | |
|                  | Pseudomeritastis orphnoxantha |
|                  | |
|                  | Pseudomeritastis voluta |
|                  | |